# کالین فارل
کالین جیمز فارل (انگلیسی: Colin James Farrell؛ زادهٔ ۳۱ مهٔ ۱۹۷۶) بازیگر ایرلندی است. او از دههٔ ۲۰۰۰ بازیگری نقش اول در پروژه‌هایی با ژانرهای مختلف هم در بلاکباستر و هم در فیلم‌های مستقل بوده‌است. او جوایز متعددی شامل دو جایزهٔ گلدن گلوب برنده شده‌است و در سال ۲۰۲۰ از سوی آیریش تایمز پنجمین بازیگر سینمایی برتر ایرلند نام گرفت. مجلۀ تایم در سال ۲۰۲۳ او را یکی از ۱۰۰ شخص تاثیرگذار در جهان نامید.
فارل برای بازی در نقش آدم‌کشی تازه‌کار در کمدی در بروژ (۲۰۰۸) برندهٔ جایزهٔ گلدن گلوب شد. او در دومین فصل از مجموعهٔ تلویزیونی هیجان‌انگیز کارآگاه حقیقی (۲۰۱۵) نیز ایفای نقش کرد. فارل نقش پرسیوال گریوز در فیلم فانتزی جانوران شگفت‌انگیز و زیستگاه آن‌ها (۲۰۱۶) و پنگوئن در فیلم ابرقهرمانی بتمن (۲۰۲۲) را ایفا کرد. او برای بازی در نقش یک ایرلندی ساده‌لوح در درام بنشی‌های اینیشرین (۲۰۲۲) نامزد جایزهٔ اسکار بهترین بازیگر مرد شد.

## کودکی
کالین فارل زاده شهرک کسلناک در غرب دوبلین است. وی فرزند ریتا و آمون فارل است؛ پدرش بازیکن فوتبال باشگاه شامروک روفرز و همچنین مالک یک فروشگاه مواد غذایی بهداشتی بود. کالین نیز برای باشگاه فوتبال کسلناک که به‌دست پدرش اداره می‌شد بازی کرده است. عموی کالین نیز همانند پدرش در تیم شامروک روفرز بازی می‌کرد. وی یک برادر بزرگ‌تر و دو خواهر دیگر دارد که یکی از خواهرانش دستیار شخصی اوست. او به‌عنوان کاتولیک بزرگ شد.
فارل بعد از اتمام دوران تحصیلش و با اصرار برادرش به مدرسه نمایش رفت ولی چندی بعد تصمیم به ترک تحصیل گرفت.

## زندگی هنری
او پس از بازی موفقیت‌آمیز در نقشی در بلیکیس انجل (Ballykissangel) بی‌بی‌سی در سال ۱۹۹۸، مدرسهٔ بازیگری در ایرلند را ترک کرد. آغاز کار بازیگری او در فیلمی به کارگردانی بازیگر انگلیسی تیم راث به نام منطقه جنگی (The War Zone) بود. پس از آن با کشف شدن توسط جوئل شوماخر شهرت گسترده‌تری یافت و در تایگرلند (۲۰۰۰) بازی کرد. فارل پس از بازی در چندین فیلم تریلر آمریکایی، باجه تلفن (۲۰۰۲)، سوات و تازه‌کار (هر دو ۲۰۰۳)، گیشهٔ بین‌المللی پولسازی خود را ایجاد کرد. در طول همان سال، او همچنین در گزارش اقلیت، به کارگردانی استیون اسپیلبرگ (۲۰۰۲) و در نقش شخصیت تبهکار مارول کمیک بولزآی، در فیلم بی‌باک (هر دو ۲۰۰۳) ظاهر شد. پس از بازی در فیلم‌های سینمای مستقل، وقفه (۲۰۰۳) و خانه‌ای در پایان جهان (۲۰۰۴)، او نقش اول را در فیلم داستان زندگی اسکندر ساختهٔ الیور استون (۲۰۰۴) و فیلم بسیار درخور توجه ترنس مالیک، بر جدید (۲۰۰۵) بازی کرد.
با بازی در میامی وایس مایکل مان (۲۰۰۶)، از غبار بپرس (۲۰۰۶)، اقتباس از رمان جان فانتی، و در رؤیای کاساندرا (۲۰۰۷)، ساختهٔ وودی آلن محبوبیت فارل در میان نویسندگان و کارگردانان مهم هالیوود ادامه پیدا کرد، در نهایت نقش او در فیلم دوست ایرلندی‌اش مارتین مک‌دونا، در بروژ بود که جایزه گلدن گلوب را در سال ۲۰۰۸ برای او به همراه آورد. او همچنین در فیلم‌های وحشت در شب (۲۰۱۱)، بازسازی یادآوری کامل (۲۰۱۲)، و فیلم دوم مک‌دونا، هفت روانی (۲۰۱۲) حضور داشته‌است. فارل در فیلم اقتباسی افسانه زمستان از رمان مارک هلپرین که در سال ۱۹۸۳ نوشته، در نقش ویکتور و در ساختهٔ نیلز آردن اپلو مردی رو به زوال، در نقش پیتر لیک، در مقابل نومی راپاس به ایفای نقش پرداخت.
در کنار محبوبیت فارل در میان منتقدانی مانند راجر ایبرت، پیتر بنوا، و مانولا دارگیس، در دههٔ ۲۰۰۰، فارل به عنوان اغواگر زنان نیز مشهور شد و با طیف وسیعی از زنان، از بریتنی اسپیرز، جوزی مران، دمی مور و آنجلینا جولی گرفته تا مدل سابق پلی بوی نیکول نارین قرار ملاقات داشت. در این زمان او در مجله پیپل در سال ۲۰۰۳ جزو فهرست «پنجاه مرد زیبا» بود. در همان سال از طرف مجله شرکت به عنوان ششمین «مرد سکسی» جهان شناخته شد.

## فیلم‌شناسی
| سال  | فیلم                             | نقش                          | کارگردان           | توضیحات |
| ---- | -------------------------------- | ---------------------------- | ------------------ | --- |
| ۱۹۹۷ | نوشیدنی خام                      | کلیک                         | آون مک‌پالین        | |
| ۱۹۹۹ | منطقه جنگی                       | نیک                          | تیم راث            | |
| ۲۰۰۰ | مجرم نجیب عادی                   | الک                          | تادئوس اوسالیوان   | |
| ۲۰۰۰ | سرزمین ببر                       | سرباز رولند باز              | جوئل شوماخر        | |
| ۲۰۰۰ | یاغیان آمریکایی                  | جسی جیمز                     | لس میفیلد          | |
| ۲۰۰۰ | جنگ هارت                         | ستوات توماس دبلیو. هارت      | گرگوری هابلیت      | |
| ۲۰۰۰ | گزارش اقلیت                      | دنی ویتور                    | استیون اسپیلبرگ    | نامزد بهترین بازیگر مرد از جایزه امپایر |
| ۲۰۰۰ | باجه تلفن                        | استو شفرد                    | جوئل شوماخر        | |
| ۲۰۰۳ | ورونیکا گرن                      | پسر خالکوبی‌شده               | جوئل شوماخر        | [ ۷ ] |
| ۲۰۰۳ | بی‌باک                            | بولزآی                       | مارک استیون جانسون | |
| ۲۰۰۳ | تازه‌کار                          | جیمز داگلاس کلایتون          | راجر دونالدسون     | |
| ۲۰۰۳ | سوات                             | جیم استریت                   | کلارک جانسون       | نامزد بهترین بازیگر مرد از جایزه فیلم و تلویزیون ایرلندی |
| ۲۰۰۳ | وقفه                             | لیهف                         | جان کرولی          | نامزد جایزه بهترین بازیگر مرد از نگاه مردم جشنواره جوایز فیلم اروپا نامزد بهترین بازیگر نقش مکمل از جایزه فیلم و تلویزیون ایرلندی                                                        |
| ۲۰۰۴ | خانه‌ای در انتهای دنیا            | بابی مروو (۱۹۸۲)             | مایکل می           | نامزد جایزه بهترین بازیگر مرد از جایزه فیلم و تلویزیون ایرلندی |
| ۲۰۰۴ | اسکندر                           | اسکندر مقدونی                | الیور استون        | |
| ۲۰۰۵ | بر جدید                          | کاپیتان جان اسمیت            | ترنس مالیک         | |
| ۲۰۰۶ | میامی وایس                       | جیمز "سانی" کرکت             | مایکل مان          | نامزد جایزه بهترین بازیگر مرد از جایزه فیلم و تلویزیون ایرلندی |
| ۲۰۰۶ | از غبار بپرس                     | آرتور بندینی                 | رابرت تاون         | |
| ۲۰۰۷ | رؤیای کاساندرا                   | تری                          | وودی آلن           | |
| ۲۰۰۸ | لگد زدن                          | راوی                         | سوزان کوچ جف ورونر | فیلم مستند |
| ۲۰۰۸ | غرور و افتخار                    | جیمی اگان                    | گاوین اوکانر       | |
| ۲۰۰۸ | در بروژ                          | ریموند «ری»                  | مارتین مک‌دونا      | برنده جایزه گلدن گلوب بهترین بازیگر مرد فیلم موزیکال یا کمدی نامزده جایزه بهترین بازیگر مرد از جنشوار فیلم مستقل بریتانیا نامزد جایزه بهترین بازیگر مرد از جایزه فیلم و تلویزیون ایرلندی |
| ۲۰۰۹ | اوندین                           | سایرکس                       | نیل جردن           | برنده جایزه بهترین بازیگر مرد جشنواره‌های جایزه فیلم و تلویزیون ایرلندی و San Diego Film Critics Society Award                                                                            |
| ۲۰۰۹ | تریاژ                            | مارک والش                    | دانیس تانویچ       | |
| ۲۰۰۹ | دل دیوانه                        | تامی سوییت                   | اسکات کوپر         | |
| ۲۰۰۹ | تخیلات دکتر پارناسوس             | تونی (سومین چهره خیالی تونی) | تری گیلیام         | |
| ۲۰۱۰ | راه بازگشت                       | ولکا                         | پیتر ویر           | |
| ۲۰۱۰ | بلوار لندن                       | هری میچل                     | ویلیام موناهان     | |
| ۲۰۱۱ | رئیس‌های وحشتناک                  | بابی پلیت                    | ست گوردون          | |
| ۲۰۱۱ | شب وحشت                          | جری دندریج                   | کریگ گیلسپی        | |
| ۲۰۱۲ | یادآوری کامل                     | داگلاس کواید/کارل هاوزر      | لن وایزمن          | |
| ۲۰۱۲ | هفت روانی                        | مارتی فرنان                  | مارتین مک‌دونا      | |
| ۲۰۱۳ | سقوط مرد مرده                    | ویکتور                       | نیلز آردن اوپلو    | |
| ۲۰۱۳ | حماسه                            | رونین                        | کریس وج            | صداپیشه |
| ۲۰۱۳ | نجات آقای بنکس                   | تراورز رابرت گاف             | جان لی هنکاک       | |
| ۲۰۱۴ | افسانه زمستان                    | پیتر لیک                     | آکیوا گلدزمن       | |
| ۲۰۱۴ | خانم جولی                        | جان                          | لیو اولمان         | |
| ۲۰۱۵ | خرچنگ                            | دیوید                        | یورگوس لانتیموس    | |
| ۲۰۱۵ | تسلی خاطر                        | شارل آمبروز                  | آفونسو پایارت      | |
| ۲۰۱۶ | جانوران شگفت‌انگیز و زیستگاه آن‌ها | پرسیوال گریوز                | دیوید ییتس         | |
| ۲۰۱۷ | کشتن گوزن مقدس                   | استیون مورفی                 | یورگوس لانتیموس    | |
| ۲۰۱۷ | فریب‌خورده                        | جان مک‌برنی                   | سوفیا کوپولا       | |
| ۲۰۱۷ | رومن جی. ایزریل، وکیل دادگستری   | جورج پیرس                    | دن گیلروی          | |
| ۲۰۱۸ | بیوه‌ها                           | جک مولیگان                   | استیو مک‌کوئین      | |
| ۲۰۱۹ | دامبو                            | هولت فریر                    | تیم برتون          | [ ۸ ] |
| ۲۰۱۹ | آقایان                           | مربی                         | گای ریچی           | [ ۹ ] |
| ۲۰۲۰ | آرتمیس فاول                      | آرتمیس فاول یکم              | کنت برانا          | [ ۱۰ ] |
| ۲۰۲۰ | ایوا                             | سایمون                       | تیت تیلور          | [ ۱۱ ] |
| ۲۰۲۱ | وویجرز                           | ریچارد آلینگ                 | نیل برگر           | [ ۱۲ ] |
| ۲۰۲۱ | بعد از یانگ                      | جیک                          | کوگونادا           | [ ۱۳ ] [ ۱۴ ] |
| ۲۰۲۲ | بتمن                             | پنگوئن                       | مت ریوز            | [ ۱۵ ] |
| ۲۰۲۲ | سیزده جان                        | جان ولانتن                   | ران هاوارد         | [ ۱۶ ] |
| ۲۰۲۲ | بنشی‌های اینیشرین                 | پادریک سولیابهان             | مارتین مک‌دونا      | [ ۱۷ ] |

### تلویزیون
| سال       | عنوان                    | نقش                     | توضیحات                          |
| --------- | ------------------------ | ----------------------- | -------------------------------- |
| ۱۹۹۸–۱۹۹۹ | بالی‌کیس‌انجل              | دنی بایرن               | ۱۸ قسمت ذکر نام به‌شکل «کال فارل» |
| ۱۹۹۸      | نابودی به خاطر یک رقصنده | دنیل مک‌کارتی            | ۴ قسمت                           |
| ۲۰۰۳      | داگی فیزل تلویزل         | خودش                    | قسمت: «پایلت»                    |
| ۲۰۰۴      | پخش زنده شنبه شب         | خودش / مجری             | قسمت‌ها: کالن فارل/سیزر سیسترز    |
| ۲۰۰۵      | اسکرابز                  | بیلی کالاهان            | قسمت: «طلسم شانس من»             |
| ۲۰۱۵      | کارآگاه حقیقی            | کارآگاه ری ولکورو       | ۸ قسمت                           |
| ۲۰۲۱      | آب شمالی                 | هنری درکس               | ۵ قسمت                           |
| ۲۰۲۴      | شوگر                     |                         | همچنین تهیه‌کننده اجرایی          |
| ۲۰۲۴      | پنگوئن                   | آزوالد کابلپات / پنگوئن | همچنین تهیه‌کننده اجرایی          |

## جایزه‌ها و نامزدی‌ها
| سال                           | جایزه                          | نتیجه                           | رده                                                     | فیلم            |
| ----------------------------- | ------------------------------ | ------------------------------- | ------------------------------------------------------- | --------------- |
| ۲۰۰۰                          | انجمن منتقدان فیلم بوستون      | برنده                           | بهترین بازیگر مرد                                       | سرزمین ببر      |
| ۲۰۰۲                          | جایزه امپایر                   | نامزدشده                        | بهترین بازیگر مرد                                       | گزارش اقلیت     |
| ۲۰۰۲                          | جشنواره بین‌المللی فیلم شانگهای | برنده                           | بهترین بازیگر مرد                                       | جنگ هارت        |
| ۲۰۰۳                          | جایزه فیلم و تلویزیون ایرلندی  | نامزدشده                        | بهترین بازیگر مرد                                       | سوات            |
| ۲۰۰۳                          | جایزه فیلم و تلویزیون ایرلندی  | نامزدشده                        | بهترین بازیگر مرد                                       | میان پرده       |
| ۲۰۰۳                          | حلقه منتقدان فیلم لندن         | برنده                           | تازه‌وارد سال بریتانیایی یا ایرلندی                      | سرزمین ببر      |
| ۲۰۰۴                          |                                |                                 |                                                         |                 |
| جوایز فیلم اروپا              | نامزدشده                       | جایزهٔ مخاطبان بهترین بازیگر مرد | میان پرده                                               |                 |
| جایزه فیلم و تلویزیون ایرلندی | نامزدشده                       | بهترین بازیگر مرد               | خانه‌ای در انتهای دنیا                                   |                 |
| ۲۰۰۶                          | جایزه فیلم و تلویزیون ایرلندی  | نامزدشده                        | بهترین بازیگر مرد                                       | میامی وایس      |
| ۲۰۰۹                          | جایزه گلدن گلوب                | برنده                           | بهترین بازیگر مرد فیلم موزیکال یا کمدی                  | در بروژ         |
| ۲۰۰۹                          | جایزه فیلم ایندیپندنت بریتانیا | نامزدشده                        | بهترین بازیگر مرد                                       | در بروژ         |
| ۲۰۰۹                          | جایزه فیلم و تلویزیون ایرلندی  | نامزدشده                        | بهترین بازیگر مرد                                       | در بروژ         |
| ۲۰۱۰                          | جایزه فیلم و تلویزیون ایرلندی  | برنده                           | بهترین بازیگر مرد                                       | اندین           |
| ۲۰۱۰                          | انجمن منتقدان فیلم سن دیگو     | برنده                           | جایزه انجمن منتقدان فیلم سن دیگو برای بهترین بازیگر مرد | اندین           |
| ۲۰۱۱                          | جایزه ستلایت                   | نامزدشده                        | جایزه ستلایت برای بهترین بازیگر نقش مکمل مرد            | رئیس‌های وحشتناک |
| ۲۰۱۲                          | انجمن منتقدان فیلم بوستون      | برنده                           | بهترین هنرپیشه                                          | هفت روانی       |
| ۲۰۱۲                          | انجمن منتقدان فیلم سن دیگو     | نامزدشده                        | بهترین عملکرد گروهی                                     | هفت روانی       |
| ۲۰۱۵                          | جایزه فیلم ایندیپندنت بریتانیا | نامزدشده                        | بهترین بازیگر مرد                                       | خرچنگ           |
| ۲۰۱۵                          | جایزه فیلم اروپا               | نامزدشده                        | بهترین بازیگر مرد                                       | خرچنگ           |
| ۲۰۱۷                          | جایزه گلدن گلوب                | نامزدشده                        | جایزه گلدن گلوب بهترین بازیگر مرد فیلم موزیکال یا کمدی  | خرچنگ           |
| ۲۰۱۷                          | گلدن کمرا                      | برنده                           | بهترین بازیگر بین‌المللی                                 | —               |
| ۲۰۱۷                          | جایزه فیلم اروپا               | نامزدشده                        | بهترین بازیگر مرد                                       | کشتن گوزن مقدس  |